# Run Up
Run Up è un singolo del gruppo di musica elettronica statunitense Major Lazer, pubblicato nel 2017 ed estratto dall'album Music Is the Weapon.
Il brano vede la partecipazione del cantante canadese PartyNextDoor e della rapper trinidadiana Nicki Minaj.

## Tracce
Download digitale
1. Run Up (featuring PartyNextDoor & Nicki Minaj) – 3:23